# 文格河
50°41′25″N 21°49′19″E / 50.69028°N 21.82194°E

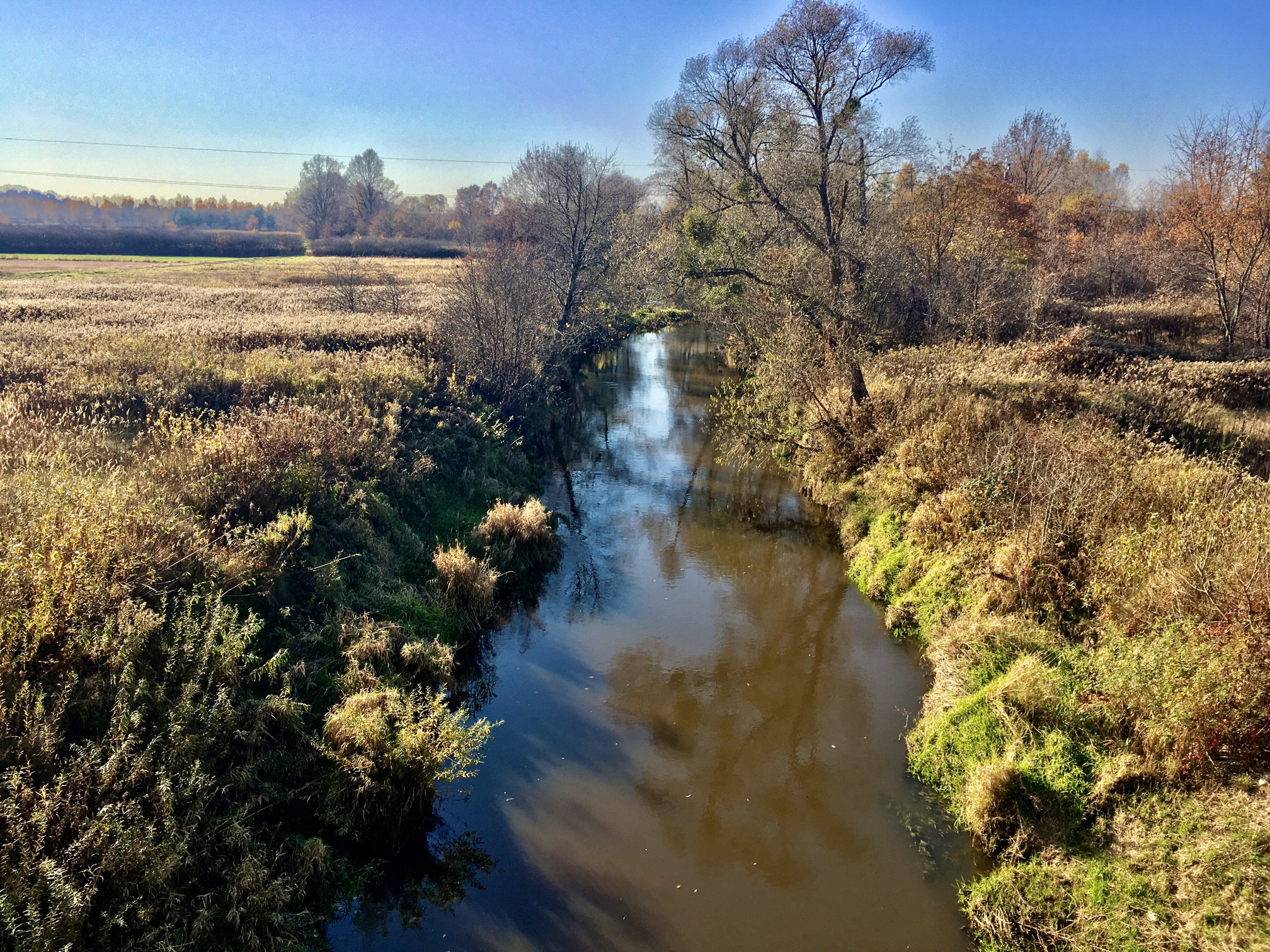

文格河是波蘭的河流，位於該國南部，處於喀爾巴阡山省，該河流屬於維斯瓦河的右支流，河道全長86公里，流域面積960平方公里。